# شولر هنسلی
شولر هنسلی (انگلیسی: Shuler Hensley؛ زادهٔ ۶ مارس ۱۹۶۷) یک هنرپیشه اهل ایالات متحده آمریکا است. 
از فیلم‌ها یا برنامه‌های تلویزیونی که وی در آن نقش داشته است می‌توان به ون هلسینگ، پس از زندگی، افسانه زورو و توماس عجیب اشاره کرد.